# La Bastide-Clairence
La Bastide-Clairence (La Bastida de Clarença in het Occitaans/Gascons) is een gemeente in het Franse departement Pyrénées-Atlantiques (regio Nouvelle-Aquitaine). De plaats maakt deel uit van het arrondissement Bayonne.  La Bastide-Clairence is lid van Les Plus Beaux Villages de France. De gemeente telde 987 inwoners op 1 januari 2022.

## Geografie
De oppervlakte van La Bastide-Clairence bedroeg op 1 januari 2022 23,39 vierkante kilometer; de bevolkingsdichtheid was toen 42,2 inwoners per km².

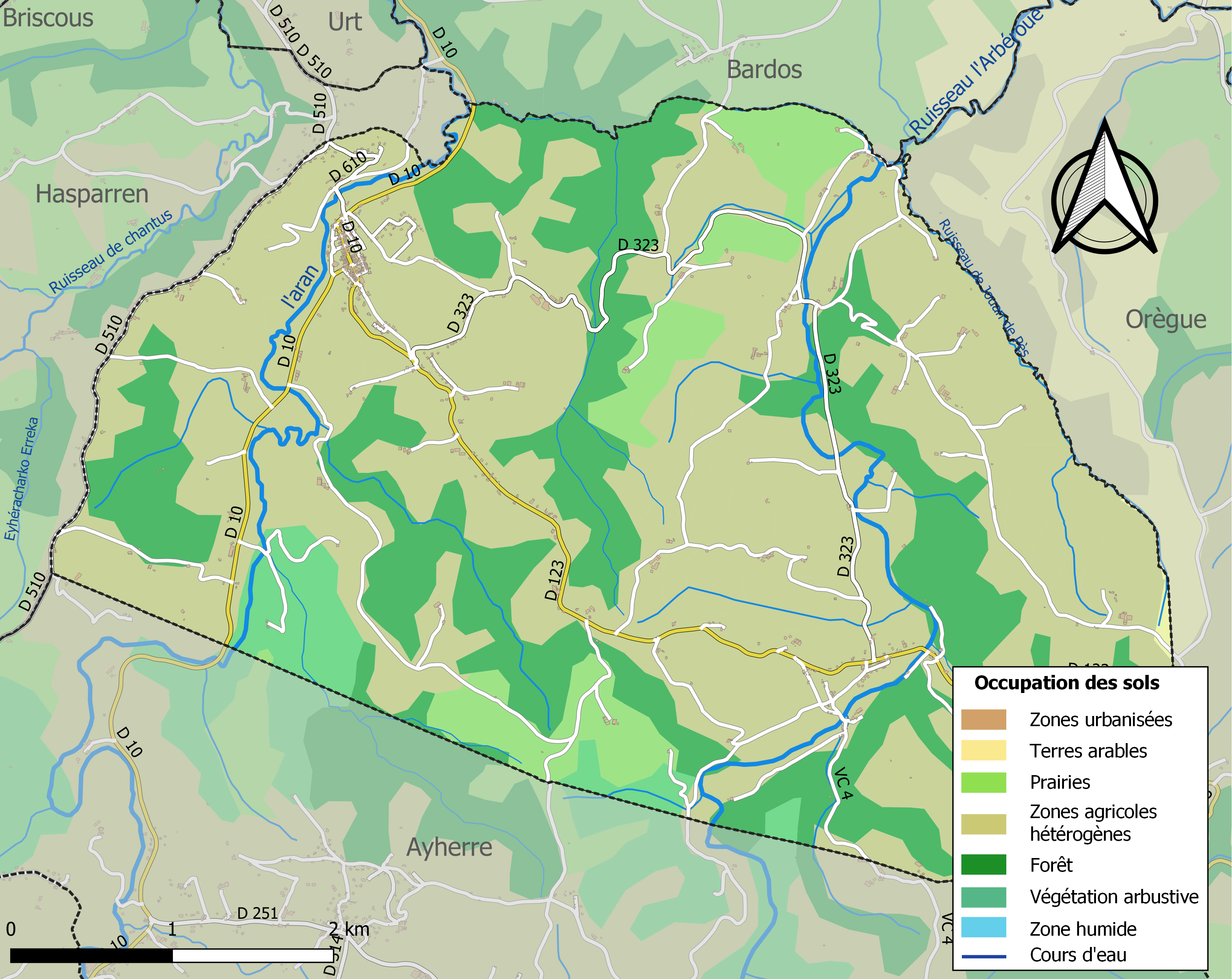
Kaart van de gemeente met belangrijkste infrastructuur, bodemgebruik en omliggende gemeenten

## Demografie
Onderstaande figuur toont het verloop van het inwonertal (bron: INSEE-tellingen).